# Poliído de Tesalia
Poliído o Polido de Tesalia (en griego Πολύειδος ὁ Θεσσαλός, ‘el que sabe mucho’) fue un ingeniero militar griego que trabajó para Filipo II, que hizo mejoras en el ariete acorazado (testudo arietaria en latín) cuando Filipo puso sitio a Bizancio en el año 340 a. C. Sus discípulos fueron Diades de Pela y Carias, quienes sirvieron en las campañas de Alejandro Magno. Poliído inventó la helépolis.